# Западня (фильм, 1962)
«Западня» (также «Обвал»; яп. おとし穴) — японский чёрно-белый художественный фильм 1962 года, первый художественный фильм Хироси Тэсигахары, до этого известного как документалист. Сочетает элементы социальной драмы, повествующей о тяжёлой жизни шахтёров и противоречиях в шахтёрских профсоюзах, с мистическим сюжетом о расследовании убийства.
Фильм положил начало сотрудничеству режиссёра с композитором-авангардистом Тору Такэмицу и писателем Кобо Абэ, который написал сценарий на основе собственной абсурдистской пьесы. Впоследствии Тэсигахара снял ещё три фильма, уже по романам Кобо Абэ: «Женщина в песках» (1964), «Чужое лицо» (1966) и «Сожжённая карта» (1968).
Фильм был включён в Criterion Collection в составе сборника из трёх фильмов Тэсигахары по Кобо Абэ (вместе с «Женщиной в песках» и «Чужим лицом»), несколькими короткометражными фильмами и документальным фильмом о сотрудничестве режиссёра и писателя.

## Сюжет
Действие разворачивается в послевоенной Японии. Главный герой работает на шахтах, время от времени меняя место работы, поскольку опасается быть пойманным как дезертир. С ним путешествует его маленький сын (который весь фильм хранит молчание). Однажды шахтёр получает направление с предложением прибыть на работу на одну из шахт. Он приходит в шахтёрский посёлок, но тот выглядит заброшенным. Продавщица в кондитерской лавке, которая одна осталась в посёлке, говорит шахтёру, что все покинули шахту, поскольку порода оказалась пустой и к тому же в шахте произошёл обвал.
Шахтёр идёт дальше. Внезапно его начинает преследовать человек в белом костюме и белой шляпе, который и раньше незаметно следил за шахтёром. Пока мальчик ловит лягушку в камышах, человек в белом закалывает шахтёра ножом. Продавщице он даёт деньги и говорит, что если убийством будет интересоваться полиция, она должна сказать, что убийцей был другой шахтёр, с проплешиной. Человек в белом уезжает на мотоцикле. Дух шахтёра поднимается с земли, оставляя тело лежать. Теперь он видит в посёлке много людей, и вскоре понимает, что все они — также призраки умерших.
Продавщица идёт в город и сообщает в полицию об убийстве то, что просил её сказать человек в белом. Полиция прибывает на место преступления и осматривает его. Журналисты, побывавшие на месте преступления, замечают, что убитый как две капли воды похож на Оцуку, лидера шахтёрского «2-го профсоюза». Однако Оцука жив. В разговоре с ним журналисты узнают, что секретарь 2-го профсоюза в то утро собирался поехать как раз туда, где был убит шахтёр, и что человек с проплешиной, на которого женщина указала как на убийцу, это секретарь «1-го профсоюза». Между 1-м и 2-м профсоюзами, обслуживающими две штольни одной шахты (старую и новую), существует конкуренция, каждый из них считает другого предателем. Оцука, однако, полагает, что убийство похожего на него человека могло быть «западнёй». Он звонит секретарю 1-го профсоюза и предлагает встретиться, пока того не арестовали по подозрению в убийстве.
Тем временем человек в белом возвращается и убивает продавщицу кондитерской. Её призрак встречается с призраком шахтёра, оба они недоумевают, кто этот человек и зачем он убил их. В дом продавщицы приходит Оцука и видит её труп. Позже подходит секретарь 1-го профсоюза, который решает, что это Оцука убил продавщицу. Профсоюзные лидеры начинают спорить и драться, в схватке убивая друг друга. Человек в белом издалека наблюдает за ними, сверяет время по часам и, не обращая внимание на обращённые к нему вопросы шахтёра и продавщицы, уезжает на мотоцикле. Мальчик, набрав сладостей в кондитерской лавке, убегает из посёлка по пустынной дороге.

## В ролях
- Хисаси Игава — шахтёр / Оцука
- Сумие Сасаки — продавщица
- Куниэ Танака — человек в белом
- Сэн Яно — Тояма
- Хидэо Кандзэ — полицейский
- Кэй Сато — репортёр

## Награды
- 1962 — Премия японской телерадиокомпании NHK — лучшему режиссёру-дебютанту[2]

## Критика
Киновед Говард Хэмптон называет первый фильм Тэсигахары «культовым при отсутствии культа» (англ. a cult movie lacking only a cult) и характеризует его как «впечатляюще нестандартный и последовательно непредсказуемый» (англ. impressively anomalous and consistently unpredictable). Изображая сверхъестественное как обыденное, «Западня» может считаться противоположностью «историй о призраках», интеллектуальным вариантом «Карнавала душ».
Джон Берра отмечает, что фильм отражает обеспокоенность Тэсигахары и Абэ положением шахтёров. Реалистичность повествованию придаёт и выбор места съёмок — это шахтёрские районы Кюсю, где на шахтах не раз происходили обвалы и рабочие голодали из-за массовых увольнений. Однако социальные проблемы режиссёр и сценарист исследуют в экзистенциальном ключе, так что фильм классифицировали и как хоррор, и как образец японской «новой волны», а сам Тэсигахара охарактеризовал его как «документально-фантастический» (documentary-fantasy). Звуковой ряд фильма, в котором место традиционных аранжировок занимают тревожные звуковые эффекты, усиливает ощущение беспокойства и отчуждения. Аналогично, по мнению Питера Грилла, япониста и режиссёра-документалиста, музыка Такэмицу, несмотря на её минимализм, идеально соответствует изображению тяжёлого труда и лишений японских шахтёров.